# Jowhar
Jowhar   este un oraș  în  Somalia.